# Xaphania
Xaphania er den fiktive leder af oprørske engle i Philip Pullmans trilogi om Det gyldne kompas. Englene har allieret sig med Lord Asriel i krigen mod Autoriteten. 
Xaphania optræder første gang i den seriens tredje bog, Ravkikkerten, ved et råd samlet af Lord Asriel. Som alle Pullmans engle, optræder hun nøgen, med vinger og lysende; på grund af hendes høje rang og alder, er hun helt synlig for legemelige væsener. Som det er normen i bøgerne, er der en uvished om hendes præcise udseende. Hun syntes både ung og gammel, medfølende og barsk. Hendes samtidig alder og ungdom, bliver bemærket af heksen Serafina Pekkala, der også har en meget lang levetid i forhold til almindelige mennesker. 
Englen Balthamos er den første karakter der henvender sig direkte til Xaphania. Som han forklarer til Will Parry, opdagede Xaphania, at Autoriteten havde løjet til de øvrige engle vedrørende hans status som Gud, den oprindelige skaber og var blevet forvist fra Sky-Bjerget. Dette var starten på den første krig med Kongeriget, og Xaphania blev leder over de oprørske engle, der greb ind i menneskets udvikling for at give mennesket bevidsthed for omkring tredive tusinde år siden.
Ved trilogiens slutning og efter Autoritetens fald, er det Xaphania der fortæller Lyra og Will, at de skal lukke alle vinduer mellem alle verdenerne, for at forhindre "Støv" i at sive ned i Afgrunden og at Æsahættr skal ødelægges.